# Sabz (jezero)
Sabz (perz. دریاچه سبز ⇒ Darjače-je Sabz, dosl. Zeleno jezero, ili perz. چشمه سبز ⇒ Češme-je Sabz, dosl. Zeleni izvor) je jezero u pokrajini Razavi Horasan na sjeveroistoku Irana, oko 25 km istočno od Nišapura odnosno 40 km zapadno od Mašhada. Jezero ima površinu od 38,4 ha i zapreminu od 6,0 milijuna m³, no navedene vrijednosti mogu bitno oscilirati ovisno o godišnjem dobu. Vodom ga napajaju dva veća i niz manjih planinskih pritoka i izvora, a otječe rijekom Rud-e Golmakan prema istoku. S 2295 m nadmorske visine i 31 m dubine Sabz predstavlja jedno od najviših i najdubljih jezera u Iranu. Povijesno je relativno dobro opisivan u odnosu na druga iranska jezera i uz njega se vežu brojne legende.

## Zemljopis
Sabz se nalazi na sjeveroistočnim padinama gorja Binalud odnosno u kotlini jedne od niza dolina koje se okomito u odnosu na planinski lanac pružaju u smjeru sjeveroistok−jugozapad. Jezerska kotlina dijeli iste geološke karakteristike s relativno homogenom planinskom zonom iznad 1600 m visine koja se datira u paleozoik odnosno mezozoik, a njen se stratigrafski profil sastoji od podloge s metamorfnim filitima i škriljcem odnosno gornjih slojeva s holocenskim aluvijem. Sabz ima oblik slova Y i istočnim se dijelom proteže pripadajućom dolinom, dok se na zapadnom dijelu račva prema dolinama dvaju glavnih pritoka. Prilikom visokog vodostaja proteže se duljinom od 800 m odnosno širinom od 600 m, a površina mu iznosi do 0,384 km². Litoralni pojas kreće se od vrlo blagog nagiba uz ušća dvaju pritoka, preko 20−30% uz sjeverne i istočne padine, do strmina od 50% na sjeverozapadnom i jugozapadnom dijelu. Približno pola kilometra sjeverno od Sabza na 40-ak m većoj visini nalazi se jezerce (~1500 m²) sličnih geomorfoloških karakteristika.
Unatoč relativno maloj veličini i zemljopisnoj izoliranosti, jezero se spominje u drevnoj zoroastrijskoj literaturi, djelima ranoislamskih zemljopisaca i novovjekovnim putopisima. U XII. poglavlju Bundahišna, zoroastrijske zbirke iz ranog srednjeg vijeka pisane pahlavijem (srednjoperzijskim), među devet opisanih od ukupno 23 jezera iranskog svijeta pojavljuje se i Sobar kojeg D. Monšizade poistovjećuje sa Sabzom. Navedeni tekstovi jezero lociraju u sasanidsku pokrajinu Abaršaher. Međutim, Sobar spada u malu skupinu od četiri jezera koja nemaju ekvivalent u starijoj Avesti. Firdusijeva Šahname (11. st.) spominje izvor Sav uz jezero Šahd na krajnjem istoku satrapije Hirkanije iz kojeg je izronio konj i kopitom usmrtio sasanidskog vladara Jezdegerda I. (vl. 399.−420.). Navedeno jezero odnosno izvor iz tradicionalne predaje najčešće se poistovjećuje sa Sabzom, primjerice u Mustavfijevom Nozhat al-Kolubu iz 1340. godine, dok ga drugi autori kao npr. kadžarski povjesničar Sani al-Davla (19. st.) identificiraju s Češme-Gilasom koji se nalazi podno istoimene planine (Kuh-e Češme-Gilas) na suprotnoj strani doline rijeke Kašaf. Ostale legende iz Nozhat al-Koluba vezane uz Sabz su navodna nemjerljiva dubina, nemogućnost odapinjanja strijele preko jezera, te špilja podno Kuh-e Gulšana koja stvara snažan vjetar.
Izuzevši spomenute priče, Mustavfi vjerodostojno opisuje oblik jezera, njegova dva zapadna pritoka i istočnu rijeku koju naziva Buštakanom. Imenovano je i niz drugih vodotoka koje je danas vrlo teško identificirati. Iako topografski gravitira Mašhadu, srednjovjekovni zemljopisci Sabz svrstavaju među Nišapurove okruge. Mukadasi i Jakut spominju da je osim rijeke Buštakan (ili Buštankan) postojalo i istoimeno naselje u okviru okruga Mazula poznato po raskošnim vrtovima iz safaridskog razdoblja. O povijesnom značaju jezera svjedoče i arheološki ostaci utvrde smještene na vrhu brda koje se uzdiže 70-ak m sjeverno od jezera. Sabz vjerno opisuju i europski putopisci poput britanskih diplomata P. M. Sykesa i C. E. Yatea. Potonji je krajem 1890-ih godina temeljito istraživao doline Binaluda pišući i o njihovoj flori i fauni. Dolinama gorja prolazili su karavanski putevi između Nišapura i Mašhada, a koristili su ih trgovci i šijiti hodočasnici koji bi posjećivali potnji grad. Koncem proljeća, okolica Sabza i sjeveroistočni obronci Binaluda bili bi prepuni turkmenskim crnim šatorima, dok bi drugu stranu gorja zaposjeli Beludži.

## Hidrologija
Sabz se u najširem hidrološkom i hidrogeološkom smislu klasificira pod karakumski slijev s čijim ga žarištem povezuju rijeke Rud-e Golmakan, Kašaf i Harirud. Jezero se smatra samim izvorom Rud-e Golmakana (povijesno poznatog i kao Bušta(n)kan) čije porječje obuhvaća približno 50 km² od čega izravno na Sabz otpada 12 km². Dolina ove rijeke završava kod istoimenog gradića Golmakana smještenog 18 km od Sabza na 1460 m visine. Geolozi pretpostavljaju da je prirodna brana koja odvaja jezero i rijeku posljedica klizišta, a njena nadmorska visina od 2311 m ujedno je najveća visina koju jezero doseže prilikom maksimalnog vodostaja. Sudeći prema karakteristikama priobalja, postoje čvrste indicije da je jezero nekad dosezalo ovu razinu. Sjeveroistočne konveksne padine Binaluda odvajaju porječje Sabz odnosno Rud-e Golmakana od usporednih dolina rijeka koje također pritječu Kašafu. Na sjeverozapadu se proteže Rud-e Dovnah koji se na Kašaf nadovezuje preko Rud-e Paje odnosno Rud-e Čenarana, dok se na jugoistoku nalaze doline Rud-e Esdžila i Rud-e Dovlatabada. Limnološki fenomeni poput Sabza ne pojavljuju se nigdje na Binaludu, ali zato postoji niz umjetnih jezera koja uključuju Esdžilsko i Dovlatabadsko jezero na dvjema spomenutim rijekama. Binaludski jugozapadni vrhovi slijev Sabza odvajaju i od porječja Rud-e Mirabada odnosno slijeva Dašt-e Kavira, jednog od osam unutrašnjih sljevova Iranske visoravni. Pritoci Sabza uključuju dva veća bezimena potoka na zapadu koji izviru na visinama do 3180 m, te niz manjih planinskih pritoka i izvora na svim stranama. Dolinom Rud-e Golmakana prevladava sredozemna klima (Csa) s prosječnom temperaturom od 11°C odnosno godišnjom količinom padalina od 300 mm.

## Flora i fauna
Flora i fauna Sabza uvjetovane su sredozemnom klimom, velikom nadmorskom visinom i stalnim obiljem pitke vode. Biljke uz jezero uglavnom uključuju nisko raslinje poput divlje ruže (Rosa canina) i endemske Scrophularia crassipedunculata, dok nizvodne plodne doline obiluju velikim vrbama (Salix). Među sisavcima prevladavaju veprovi i divlje ovce, a među pticama fazanke. Jezero obiluje i ribom, uglavnom vrstama iz porodice šarana.

## Poveznice
- Zemljopis Irana
- Popis iranskih jezera